# Augusto de Carvalho
António Augusto de Carvalho foi um ciclista português que venceu a 1.ª Volta a Portugal em Bicicleta, em 1927.

## Carreira desportiva
- 1927, Carcavelos, Portugal

## Palmarés
- 1927, venceu a Volta a Portugal em Bicicleta